# إريك أنسون
اريك أنسون (بالإنجليزية: Eric Anson)‏ هو طبيب نيوزيلندي، ولد في 22 نوفمبر 1892 في ويلينغتون في نيوزيلندا، وتوفي في 5 يونيو 1969.